# FK Čelik
FK Čelik is een Montenegrijnse voetbalclub uit Nikšić.
De club werd in 1957 opgericht. In het seizoen 1961/62 mocht de club als winnaar van de regionale Montenegrijnse beker voor het eerst deelnemen aan het Joegoslavische bekertoernooi. De club speelde in de lagere competities en ook na de onafhankelijkheid van Montenegro bleef de club in de Tweede liga. In het seizoen 2011/12 werd de club kampioen en promoveerde voor het eerst naar de Eerste liga. Omdat Čelik ook de Beker van Montenegro won, plaatste de club zich ook voor de UEFA Europa League 2012/13. In 2014 trok de club zich terug uit de competitie wegens financiële problemen. FK Čelik maakte een doorstart in de Treća Crnogorska Liga waarin in 2016 de centrale poule gewonnen werd. Hierdoor speelt de club in het seizoen 2016/17 in de Druga Crnogorska Liga. Na het behalen van de laatste plaats in het seizoen 2017/18 degradeerde de club weer naar het derde niveau.

## Erelijst
- Beker van Montenegro

Winnaar: 2012
- Tweede liga

Kampioen: 2012

## Eindklasseringen
| Seizoen | №   | Clubs | Divisie               | Duels | Winst | Gelijk | Verlies | Doelsaldo | Punten |
| ------- | --- | ----- | --------------------- | ----- | ----- | ------ | ------- | --------- | ------ |
| 2007    | 10  | 12    | Druga Crnogorska Liga | 33    | 10    | 6      | 17      | 31–47     | 35     |
| 2008    | 2   | 12    | Druga Crnogorska Liga | 33    | 18    | 6      | 9       | 48–27     | 60     |
| 2009    | 10  | 12    | Druga Crnogorska Liga | 33    | 10    | 8      | 15      | 28–38     | 38     |
| 2010    | 8   | 12    | Druga Crnogorska Liga | 33    | 11    | 6      | 16      | 36–51     | 39     |
| 2011    | 8   | 12    | Druga Crnogorska Liga | 33    | 11    | 9      | 13      | 37–34     | 39     |
| 2012    | ↑ 1 | 12    | Druga Crnogorska Liga | 33    | 25    | 5      | 3       | 72–14     | 80     |
| 2013    | 3   | 12    | Prva Crnogorska Liga  | 33    | 15    | 8      | 10      | 41–35     | 53     |
| 2014    | 3   | 12    | Prva Crnogorska Liga  | 33    | 15    | 9      | 9       | 47–28     | 54     |
| 2017    | 9   | 11    | Druga Crnogorska Liga | 30    | 9     | 4      | 17      | 47-21     | 27     |
| 2018    | 12  | 12    | Druga Crnogorska Liga | 33    | 2     | 3      | 28      | 14-94     | 8      |

## In Europa
#Q = #kwalificatieronde, T/U = Thuis/Uit, W = Wedstrijd, PUC = punten UEFA coëfficiënten .
Uitslagen vanuit gezichtspunt FK Čelik
| Seizoen | Competitie    | Ronde | Land                           | Club              | Totaalscore | 1e W    | 2e W    | PUC |
| ------- | ------------- | ----- | ------------------------------ | ----------------- | ----------- | ------- | ------- | --- |
| 2012/13 | Europa League | 1Q    | Vlag van Bosnië en Herzegovina | Borac Banja Luka  | 3-3 (u)     | 2-2 (U) | 1-1(T)  | 1.0 |
|         |               | 2Q    | Vlag van Oekraïne              | Metaloerh Donetsk | 2-11        | 0-7 (U) | 2-4 (T) | 1.0 |
| 2013/14 | Europa League | 1Q    | Vlag van Hongarije             | Honved Boedapest  | 1-13        | 1-4 (T) | 0-9 (U) | 0.0 |
| 2014/15 | Europa League | 1Q    | Vlag van Slovenië              | FC Koper          | 0-9         | 0-5 (T) | 0-4 (U) | 0.0 |

Totaal aantal punten voor UEFA coëfficiënten:1.0

## Bekende (oud-)spelers
De navolgende voetballers kwamen als speler van FK Čelik uit voor een vertegenwoordigend Europees A-elftal. Tot op heden zijn Darko Zorić en Ivan Ivanović degenen met de meeste interlands achter hun naam. Zij kwamen als speler van FK Čelik beiden één keer uit voor het Montenegrijnse nationale elftal.
| Naam          | Van        | Tot        | Totaal | Nationaal elftal |
| ------------- | ---------- | ---------- | ------ | ---------------- |
| Darko Zorić   | 23.05.2014 | 23.05.2014 | 1      | Montenegro       |
| Ivan Ivanović | 17.11.2013 | 17.11.2013 | 1      | Montenegro       |